# ヒカルの碁 (ゲーム)
『ヒカルの碁』（ヒカルのご）は、コナミより2001年10月25日に発売されたゲームボーイアドバンス用ゲームソフト。
囲碁漫画ヒカルの碁を原作としたゲームで、続編として2002年7月18日に『ヒカルの碁2』、2003年3月20日に『ヒカルの碁3』が発売された。

## 1作目
ストーリーは原作の初期に相当する。プレイヤーは葉瀬中の生徒で、何故か佐為が見えたため、ヒカルと共に囲碁部に入部して塔矢アキラとの対局を目指す。
チュートリアルを内包したストーリーモードとフリー対局（9路、13路、19路盤が選択可能）、通信対局（要 通信ケーブル）、詰碁（初級・中級・上級各100問+α）で構成されている。ハードのスペック上、上級者との対局はCPUの思考時間がかなり長い。

### フリー対局
フリー対局はストーリーモードを進めると対局できる相手が増える。

#### 対局設定
対局設定は下記を設定可能。
| 項目       | 選択肢                           | 説明 |
| ---------- | -------------------------------- | --- |
| 対局開始   | -                                | 対局を開始。 |
| 碁盤       | 九路・十三路・十九路             | 碁盤の大きさを設定。 |
| 手番       | 黒番・白番・ニギリ               | 対局の手番を設定。 |
| 手合割     | 二～九・無                       | 対局前に置かれる黒石の数を設定。手番が「ニギリ」では設定不可。                                                                                 |
| 初心者設定 | -                                | 初心者設定画面に移動。 |
| コミ       | 三～七目半・逆三・六・七目半・無 | 終局時、白番に足される目数を設定。逆コミの場合は白番の目数から引かれる。                                                                       |
| 演出       | ON・OFF                          | 対局中に一部の会話・碁盤の演出の有無を設定。相手が有利なら背景はブラックホール、自分が有利なら花、大量に碁石を取られた場合は稲妻の演出が出る。 |
| 自動設定   | ON・OFF                          | 自分と相手のランクの差に合わせて自動設定。これを付けると変更できる項目は「碁盤」「演出」「自動設定」のみとなる。                               |

#### 初心者設定
| 項目       | 選択肢                       | 説明 |
| ---------- | ---------------------------- | --- |
| 対局開始   | -                            | 対局を開始。 |
| 地合分析   | リアルタイム・ノーマル・オフ | 対局中に表示される地合を設定。リアルタイムの場合はカーソルに合わせておおよその地合を表示。ノーマルはRボタンを押した場合のみ表示。 |
| 目算       | ON・OFF                      | 対局中、石を打つ度に目算を表示する設定が可能。ただしコミは数えない。                                                              |
| ヒント     | 最良手・三択・無             | Lボタンで表示されるヒントの数を選択。最良手は一番お薦めの手を表示。三択は3箇所までお薦めの手を表示。                              |
| 対局設定   | -                            | 対局設定画面に移動。佐為メニューから選んだ場合は選べない。                                                                        |
| 待った     | 有・無                       | 対局中、｢待った｣を使えるかどうか選択出来る。                                                                                      |
| 警告       | ON・OFF                      | 相手が石を打ったとき、アタリになっている場所を表示してくれる。                                                                    |
| 初心者設定 | ON・OFF                      | これをOFFにすると全ての初心者設定が無効になり、対局者の表情が変化せず、佐為メニューからの再設定も出来なくなる。                   |

#### 佐為メニュー
対局中にセレクトボタンを押すと佐為メニューが出る。
| 項目       | 説明 |
| ---------- | --- |
| パス       | 自分の手番を1回パスする。パスした直後に相手も「パス」すると終局。                                                                      |
| 終局確認   | 終局してもいいか相手に確認する。相手に断られても打ち直しが可能。                                                                       |
| 投了       | 自分の負けを認め、試合終了。 |
| 中断       | 対局を中断する。フリー対局では中断データを呼び出さないと敗北となる。ストーリー対局ではストーリーモードを選ぶとすぐに続きから対局する。 |
| 待った     | 前回の自分の手番を打ちなおすことができる。初心者設定で待ったが無しになってる場合は選択不可。                                           |
| 初心者設定 | 初心者設定を変更することができる。初心者設定が無しになってる場合もしくはストーリー対局では選択不可。                                   |

## ヒカルの碁2
院生となり、ヒカルらと共にプロ棋士を目指す。コレクション碁石によるエフェクトの強化やボイスの追加がされている。
各キャラとの親密度によりイベントが起こるキャンペーン（ストーリー）モードや勝ち抜き戦のサバイバルモード等を収録。

## ヒカルの碁3
ニンテンドー ゲームキューブ用ソフトで思考時間が比較的短くなっている。ダウンロード専用GBAカートリッジを同梱しており、ジョイキャリーによって問題集や携帯碁盤をGBAにダウンロードしプレイすることが出来る。
ストーリーモードは1作目と『2』を併せたものになっている。初心者向けの3択碁やペア碁（最大4人プレイの2VS2対局）も追加されている。